# 5 de 8 amb l'agulla
El 5 de 8 amb l'agulla, també anomenat cinc de vuit amb el pilar al mig, és un castell de 8 pisos d'alçada amb estructura de cinc i que en descarregar-se deixa al descobert un pilar de 6 pisos. És un castell d'estructura combinada format per un tres, una torre (o dos) que s'agafa a la rengla del tres i un pilar situat dins de l'estructura del tres. Sobre la torre i sobre el tres es troben dues parelles de dosos i dos aixecadors. El primer enxaneta traspassa aquests dos poms de dalt de manera consecutiva amb dues aletes (primer es carrega el tres i després la torre). Després d'aquestes dues aletes, l'acotxador del tres baixa sobre les espatlles dels quints i entra com a enxaneta al pilar. El castell només es considera carregat un cop queda el pilar completament descobert a la pinya.

## Història
El primer cop que es va veure fer a la història del món casteller va ser el 3 d'octubre del 2009 a la diada del Mercadal de Reus, que va veure com era carregat i descarregat pels Castellers de Vilafranca.
En la temporada següent, el 15 d'agost del 2010, en la diada de la Festa Major de La Bisbal del Penedès, els mateixos Castellers de Vilafranca el van tornar a descarregar per segona vegada a la història.
El 20 d'octubre del 2012 la Colla Jove Xiquets de Tarragona va intentar el 5 de 8 amb el pilar durant la X Diada de l'Esperidió. El castell va quedar carregat. Aquesta és la tercera ocasió i fins ara la darrera en què aquest castell s'ha dut a plaça.

## Valoració
El 5 de 8 amb l'agulla és un castell que apareix a les taules de puntuacions de castells des de l'any 2012. És el castell més ben valorat abans dels castells de nou i de gamma extra. En la taula del 2014, el castell descarregat està per sota del 4 de 9 amb folre carregat i per damunt del 3 de 8 amb el pilar descarregat, mentre que el castell només carregat està per sota del 4 de 8 amb el pilar descarregat però per damunt del 3 de 8 amb el pilar carregat.

## Colles
Actualment hi ha 2 colles castelleres que han aconseguit carregar el 5 de 8 amb l'agulla, de les quals només 1 l'ha descarregat. La taula següent mostra la data, diada i plaça en què les colles el carregaren o descarregaren per primera vegada:
| Núm. | Colla                           | Carregat             | Diada                  | Plaça                                       | Descarregat         | Diada              | Plaça                    |
| ---- | ------------------------------- | -------------------- | ---------------------- | ------------------------------------------- | ------------------- | ------------------ | ------------------------ |
| 1    | Castellers de Vilafranca        | 3 d'octubre de 2009  | Diada del Mercadal     | Plaça del Mercadal, Reus                    | 3 d'octubre de 2009 | Diada del Mercadal | Plaça del Mercadal, Reus |
| 2    | Colla Jove Xiquets de Tarragona | 20 d'octubre de 2012 | X Diada de l'Esperidió | Teatre Auditori del Camp de Mart, Tarragona | No descarregat      | No descarregat     | No descarregat           |

## Estadística
| Resultat              |
| --------------------- |
| Descarregat (D)       |
| Carregat (C)          |
| Intent (I)            |
| Intent desmuntat (ID) |

Actualitzat el 31 de desembre de 2024

### Poblacions
La taula següent mostra les poblacions on s'ha intentat aquest castell.
| Núm.  | Població              | D | C | I | ID | Total |
| ----- | --------------------- | - | - | - | -- | ----- |
| 1     | Reus                  | 1 | 0 | 0 | 0  | 1     |
| 2     | La Bisbal del Penedès | 1 | 0 | 0 | 0  | 1     |
| 3     | Tarragona             | 0 | 1 | 0 | 0  | 1     |
| Total | Total                 | 2 | 1 | 0 | 0  | 3     |

### Temporades
La taula següent mostra les 3 ocasions en què ha sigut intentat al llarg de les temporades, des del primer descarregat el 2009.
| Núm.  | Colla                           | 2009 | 2010 | 2011 | 2012 | 2013 | Total  |
| ----- | ------------------------------- | ---- | ---- | ---- | ---- | ---- | ------ |
| 1     | Castellers de Vilafranca        | 1d   | 1d   |      |      |      | 2d     |
| 2     | Colla Jove Xiquets de Tarragona |      |      |      | 1c   |      | 1c     |
| Total | Total                           | 1d   | 1d   |      | 1c   |      | 2d, 1c |